# Opper-Lausitzs voetbalkampioenschap 1916/17
In 1916/17 werd het vijfde Opper-Lausitzs voetbalkampioenschap  gespeeld, dat georganiseerd werd door de Midden-Duitse voetbalbond. Nadat er in 1915 slechts twee wedstrijden gespeeld werden en er vorig jaar geen competitie was kwam deze dit jaar weer op gang. 
Budissa Bautzen werd kampioen en plaatste zich zo voor de Midden-Duitse eindronde. De club verloor met 7-0 van Dresdner Fußballring. 

## 1. Klasse
| Plaats | Club               | Wed. | W | G | V | Saldo | Ptn.  |
| ------ | ------------------ | ---- | - | - | - | ----- | ----- |
| 1.     | FK Budissa Bautzen | 4    | 4 | 0 | 0 | 19:10 | 08:00 |
| 2.     | Zittauer BC        | 3    | 1 | 0 | 2 | 11:10 | 02:04 |
| 3.     | SpVgg 1908 Bautzen | 3    | 0 | 0 | 3 | 08:18 | 00:06 |

|  | Kampioen, geplaatst voor Midden-Duitse eindronde |